# Wolfenstein: Enemy Territory
El Wolfenstein: Enemy Territory, sovint dit simplement 'Enemy Territory', és un videojoc d'acció en temps real, desenvolupat per Splash Damage, produït per id Software i publicat per Activision. És multiplataforma (Windows, Linux i Mac OS X) i és gratuït.
És un videojoc multijugador de fins a 64 persones a la vegada i ofereix la possibilitat de jugar-hi en línia o en LAN.
El joc està basat en la Segona Guerra Mundial, fins al punt que arriba el dia D. Els jugadors es divideixen en dos grups: Aliats (allied) i forces de l'Eix (axis). Cada grup utilitza les armes que històricament li corresponen.